# Amparo Segarra
Amparo Segarra Vicente (Valencia, 12 de septiembre de 1915 - Madrid, 4 de agosto de 2007) fue una pintora española especializada en la técnica del collage y vinculada al movimiento del surrealismo.

## Trayectoria
Segarra nació en Valencia en 1915 y, en 1922, se trasladó con su familia a Francia donde estudió en el Instituto de Madame Lamie, un internado en Argenteuil. En 1930, regresó a Valencia. Se casó con Miguel Anglada Romeu, militar con el que residió en Barbastro (Huesca), y con quien tuvo dos hijos.
La guerra civil la vivió entre Barcelona y Monzón. El 8 de julio de 1939, salió exiliada de España hacia Francia con su hijo Elton. El Servicio de Evacuación de Refugiados Españoles (SERE) la dirigió a Vernet-les-Bains donde se reunió con su marido. En 1940, salió hacia América en el barco De Lassalle que tenía como destino Chile, aunque por la negativa del gobierno chileno a recibir más refugiados continuó hasta llegar a la República Dominicana.
Segarra se divorció de Miguel Anglada en Ciudad Trujillo y se casó con el artista Eugenio Granell, al que había conocido en Francia. En 1941, la pareja tuvo a su hija Natalia Fernández Segarra. En 1946, la familia se trasladó a Guatemala para luego viajar hacia Puerto Rico. En 1956, se trasladaron a Nueva York donde residieron 29 años. Volvió a España en 1985 y se instaló en Madrid hasta su muerte en 2007.

## Obra
Segarra comenzó su trabajo a partir de su unión con Eugenio Granell interesada por la técnica del fotomontaje. En los años 50, realizaba collages destinados a la enseñanza del alumnado del pintor pero el período más fructífero de su obra fue el que comprende desde su traslado a Nueva York en 1956, hasta su vuelta a Madrid, en 1985.
En las primeras composiciones de los años 50 trabajaba sobre un fondo pintado por Granel sobre el que superponía recortes de fotografías de revistas de moda. Era una iconografía femenina que mostraba mujeres de clase alta, protagonistas de esas revistas, por lo que su trabajo tiene una lectura de clase. La mayoría de su producción fue durante su estancia en Nueva York donde recibió la influencia del arte pop. Abandonó los fondos con dibujo y pintura y lo sustituyó por sólo recortes de revistas con composiciones más precisas y con un mensaje más profundo. Las mujeres siguieron siendo las protagonistas de sus fotomontajes y trató temas como la cosificación de la mujer, el consumo de drogas, los valores religiosos, el uso del burka o la identidad sexual a través de figuras andróginas.
Fue actriz de teatro desde 1944 a 1969, durante sus estancias en Puerto Rico y Nueva York. Y también confeccionó el vestuario de algunas de esas obras teatrales.